# Felcsuti Zsolt
Felcsuti Zsolt (Budapest, 1971. május 26. –) ipari befektető, az MPF Holding főrészvényese, a Magyar Gyáriparosok Országos Szövetségének társelnöke. 2017-ban Magyarország 17. legbefolyásosabb személye volt.
Vagyonát 2024-ben 442,9 milliárd forint és 486 milliárd forint közöttire becsülték, és evvel a leggazdagabb magyarok éves rangsoraiban az ország harmadik leggazdagabb milliárdosaként tartották számon. 2024 januárjában a Forbes magazin dollármilliárdosok listáján 1,3 milliárd dollárra becsült vagyonnal szerepelt, ez pedig azt jelentette, hogy a világ 2218-dik leggazdagabb embere volt.
Családja, a Felcsuti család cégcsoportja Magyarország legértékesebb családi vállalkozásaként vezette a 2022-es rangsort.

## Kezdeti évek
Apja, Felcsuti Csaba, mérnök, üzletember,  már a 70-es évektől vállalkozó volt, először kisszövetkezetben, később saját gmk-jában fém– és műanyagtermékeket gyártott. Érden laktak, egy házban volt a lakásuk, az irodák és a műhely.
Felcsuti, műszaki szakközépiskolai érettségije megszerzése után, munka mellett, közgazdaságtant tanult. Először külkereskedelmi üzemgazdász, majd marketing szakközgazdász diplomát szerzett, később megszerezte a közgazdász PhD fokozatot.

## Életút
Felcsuti, miután éveket dolgozott Svájcban egy kereskedő cégnél, a Schubi AG-nél, értékesítés és marketing menedzserként, visszatért Magyarországra, hogy átvegye édesapja a fém- és műanyagipari termékek gyártására szakosodott vállalkozását. Az MP Meta néven futó cégük vállalkozási formáját 1998-ban részvénytársasággá alakította. 15 éven keresztül következetesen és szisztematikusan építette fel családi vállalkozásukat, nyereségüket mindig szigorúan visszaforgatta.
A 2008-ban kirobbant gazdasági világválság beköszöntét követően megerősödött pénzügyi hátterüket nagyléptékű akvizíciókra tudták fordítani. Elsősorban nagymúltú, korábban külföldieknek privatizált, magyar vállalkozásokat vásároltak vissza és olvasztottak be befektetőcsoportjukba. Ezek közt volt többek közt a Kemikál a Henkeltől, valamint a Widenta és a Clarflex szerszámgyárak.  2010-ben a FÉG-et, Kelet-Közép-Európa legnagyobb konvektor- és fűtőkészülékgyártóját vették meg. A cég, saját tőkéjére alapozva, masszív és stabil fejlődésen ment keresztül, multinacionális üzleti birodalommá vált, melynek központja New York-ot követően, 2017-ben, Szingapúrba költözött. Számos további akvizíciót és leányvállalat-alapítást követve Kínától az USA-ig, Felcsuti és cége érdekeltté vált a kereskedelemben, logisztikában, bútoriparban, csiszolószerszám-, géptartozék-, építőipari kemikáliák- és fűtőkészülékek gyártásában.

## Család
Felcsuti Zsolt nős, két fia van, Felcsuti Gábor és Felcsuti Norbert.
Felcsutiék cégbirodalmát a Forbes Magyarország 2022-es rangsorában a legértékesebb magyar családi vállalkozásként tartja számon.